# Schienenverkehr in Nordmazedonien

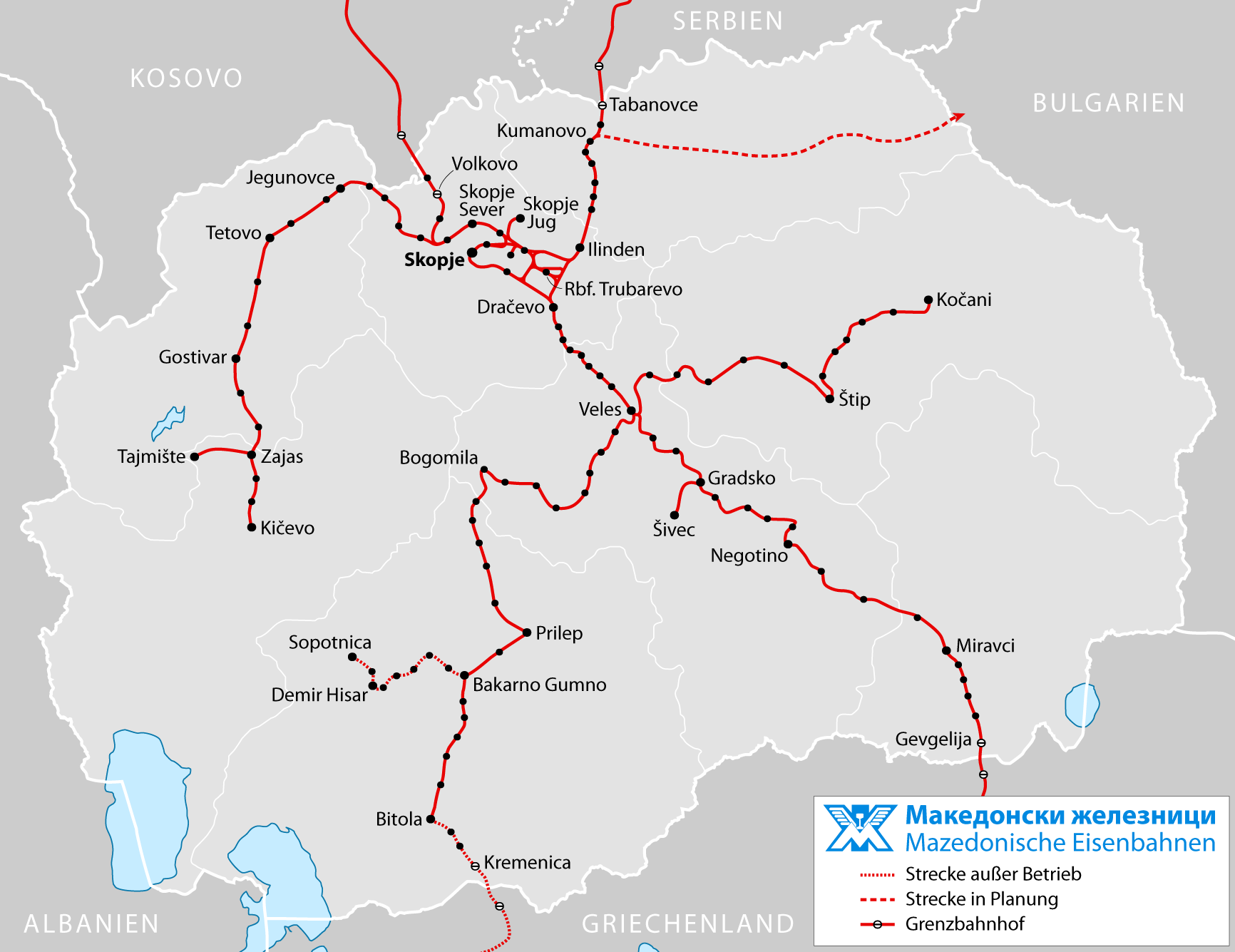
Netz der nordmazedonischen Eisenbahnen

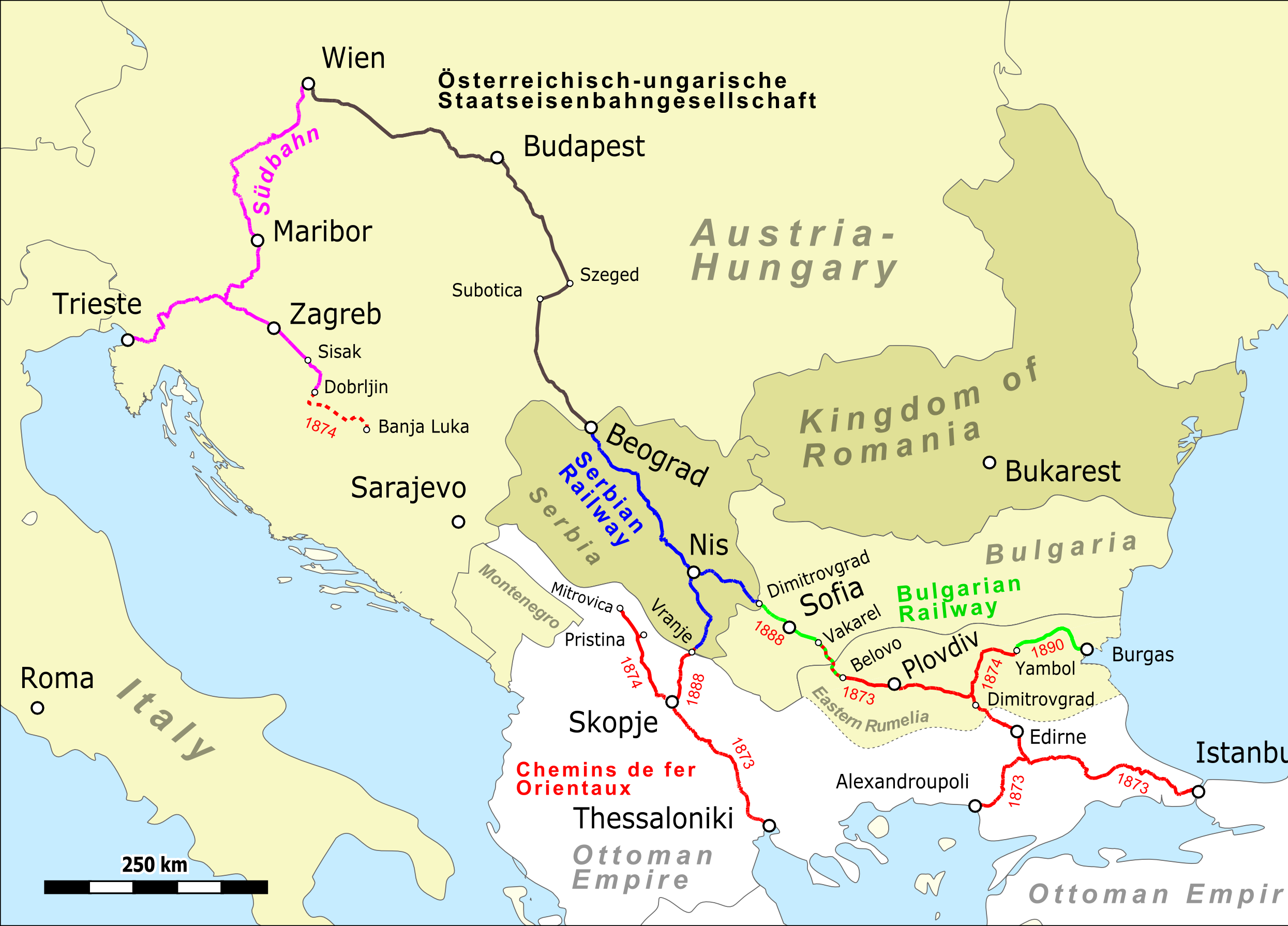
Eisenbahnnetz im Bereich des heutigen Nordmazedonien 1888

Schienenverkehr in Nordmazedonien beschreibt den Schienenverkehr in der Republik Nordmazedonien und dessen historische Vorläufer. Das staatliche Infrastrukturunternehmen firmiert unter Makedonski Železnici Infrastruktura (MŽI), das Eisenbahnverkehrsunternehmen unter Železnici na Republika Sewerna Makedonia Transport (ŽRSMT; Железници на Република Северна Македонија Транспорт, Deutsch: Eisenbahn der Republik Nordmazedonien – Verkehr).

## Geschichte

### Vorgeschichte
Die erste Bahnstrecke auf dem Gebiet des heutigen Nordmazedonien wurde, als das Gebiet noch zum Osmanischen Reich gehörte, durch die Chemins de fer Orientaux (CO) errichtet und 1873/74 in Betrieb genommen. Diese erste Strecke führte von Thessaloniki über Skopje nach Kosovska Mitrovica. Der südliche Abschnitt dieser Strecke zwischen Skopje und Thessaloniki ist auch heute Teil der internationalen Verbindung von Mitteleuropa nach Athen. Die Verbindung von Skopje zum serbischen Grenzbahnhof Ristovac wurde erst 1888 fertiggestellt.

### Geschichte der MŽ/ ŽRSMT
Mit dem Auseinanderfallen Jugoslawiens 1991 zerfiel auch das jugoslawische Eisenbahnsystem. In den neu entstandenen Staaten bildeten sich eigene Bahnunternehmen, die die auf ihren Gebiet liegende Infrastruktur und die Fahrzeuge übernahmen. In Mazedonien waren das die Makedonski železnici (mazedonisch Македонски железници, kurz МЖ/MŽ; albanisch Hekurudhat maqedonase; deutsch Mazedonische Eisenbahnen), eine Staatsbahn. Unternehmenssitz und die zentrale Betriebsstelle befanden sich in Skopje.
Die geänderten Rahmenbedingungen nach dem Zerfall Jugoslawiens marginalisierten den Schienenverkehr zunehmend. Mit dem Erbe der Überkapazitäten im Personalbestand sowie der für ein bedeutend umfangreicheres und leistungsfähigeres Eisenbahnnetz unterhaltenen Waggon-, Lokomotiv- und Bahnhofsinfrastruktur entwickelte sich durch den erheblich schrumpfenden Personen- und Güterverkehr und den stark schrumpfenden Anteil des Eisenbahnverkehrs am Gesamtverkehr ein erhebliches Problem für die neu entstandene MŽ.
In dem Bemühen der Mazedonischen Republik, Mitglied der Europäischen Union zu werden, fanden Strukturanpassungen statt. Dazu gehörte auch, dass die MŽ 2007 in ein Eisenbahninfrastrukturunternehmen (Makedonski Železnici Infrastruktura, MŽI) und ein Eisenbahnverkehrsunternehmen (Makedonski Železnici Transport, MŽT) aufgespalten wurde. Nach der Umbenennung der „Mazedonischen Republik“ in „Nordmazedonische Republik“ zum 12. Februar 2019 wurde das Verkehrsunternehmen umbenannt. Es firmiert nun unter „Železnici na Republika Severna Makedonija Transport“ (Eisenbahnen der Republik Nordmazedonien – Verkehr – ŽRSMT), das Infrastrukturunternehmen blieb bei der alten Bezeichnung.
Am 8. Dezember 2023 wurde der Schienenverkehr in Nordmazedonien auch für nicht-staatliche Anbieter freigegeben. Dies wurde bereits am 5. September 2024 wieder zurückgenommen, weil sich der wirtschaftliche Zusammenbruch der ŽRSMT abzeichnete, was wegen der sozialen Konsequenzen die Politik nicht verantworten wollte.

## Streckennetz

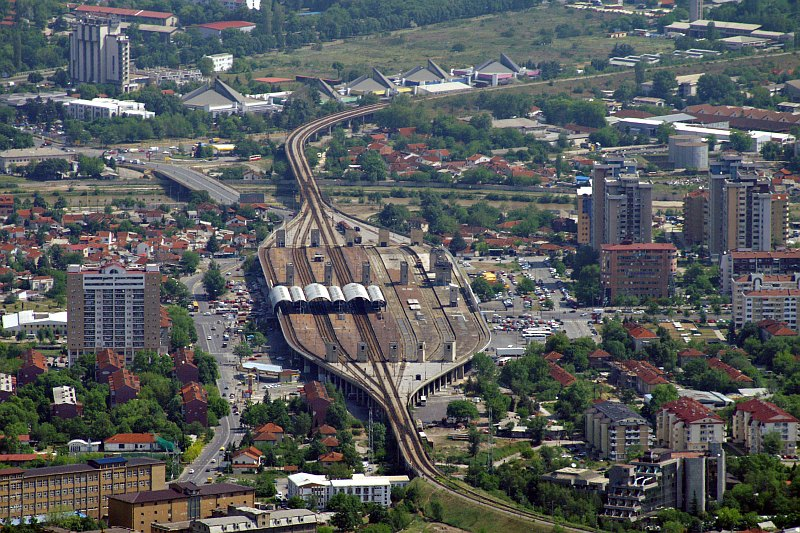
Hauptbahnhof von Skopje

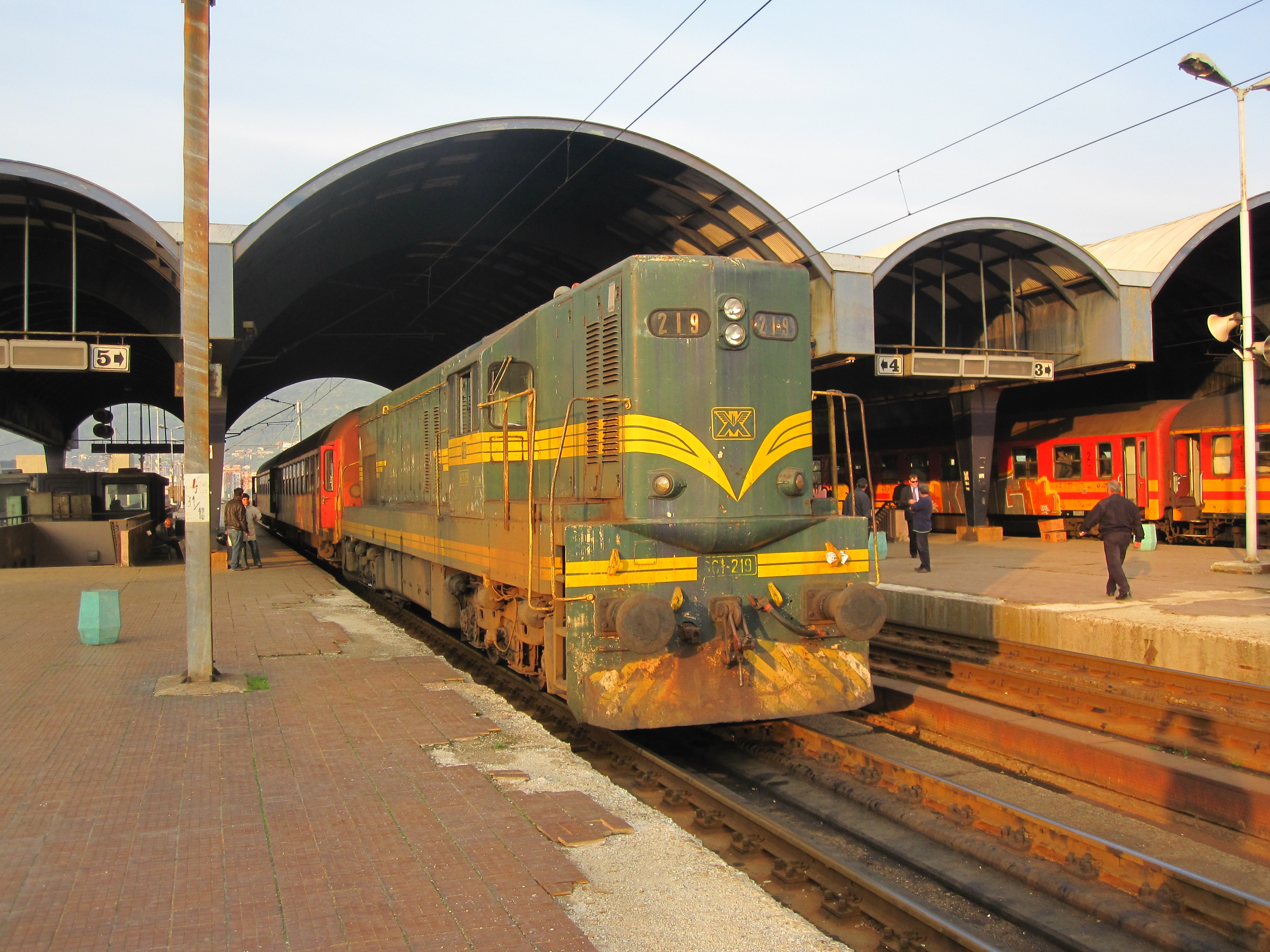
Zug im Hauptbahnhof von Skopje

Die MŽI betreibt ein Streckennetz von 925 km Länge in der Regelspur (1435 mm). Davon sind 699 km Streckengleis, 226 km Bahnhofsgleise und 102 km Anschlussgleise. Von diesem Netz sind 315 km mit dem Bahnstromsystem 25 kV 50 Hz Wechselspannung elektrifiziert. Die zulässige Höchstgeschwindigkeit beträgt 100 km/h. Die einzige Strecke im Netz, deren Verkehr ferngesteuert gesichert wird und auf der eine automatische Zugsicherung besteht, ist die Bahnstrecke Tabanovci–Gevgelija.
Sämtliche Bahnverbindungen innerhalb Nordmazedoniens werden von der ŽRSMT gefahren.

### Normalspur
Das staatseigene Netz besteht aus folgenden Strecken:
- Bahnstrecke Tabanovce–Gevgelija (Tabanovce–Kumanovo–Skopje–Veles–Gevgelija). Diese Hauptstrecke ist elektrifiziert aber eingleisig, Teil der internationalen Verbindung von Mitteleuropa nach Athen und ein Abschnitt des Paneuropäischen Verkehrskorridors X. Sie ist Teil der 1874 eröffneten, ersten Strecke des Landes von Thessaloniki nach Kosovska Mitrovica. Die meisten anderen im Folgenden aufgezählten Strecken zweigen von ihr ab.
- Die Bahnstrecke Kumanovo–Gjueschewo (Bulgarien), 121 km, befindet sich im Bau. Der Streckenabschnitt von Kumanovo bis Beljakovci (31 km) wurde 1956 schon einmal eröffnet, der Verkehr aber 1994 eingestellt.[9] Die Strecke wird im Rahmen des Paneuropäischen Verkehrskorridors VIII errichtet.[10][11] Der erste Bauabschnitt – die Sanierung der Bestandsstrecke zwischen Kumanovo und Beljakovci – wurde am 17. Januar 2025 eingeweiht, weist aber wegen des Mangels an Fahrzeugen nur sporadisch Betrieb auf.[12]
- Bahnstrecke Skopje–Volkovo(–Pristine). Dies ist die Verbindung in den Kosovo (Trainkos). Sie ist Teil der 1874 eröffneten, ersten Strecke des Landes von Thessaloniki nach Kosovska Mitrovica.
- Bahnstrecke Skopje–Kičevo nutzt abschnittsweise die Trasse der 1966 stillgelegten Schmalspurbahnstrecke Skopje–Ohrid.
- Bahnstrecke Zajas–Tajmište, 7 km (eröffnet 1969), wurde nur im Güterverkehr befahren. Der Betrieb ruht.[13]
- Die Bahnstrecke Veles–Kočani, 86 km zweigt von der Hauptstrecke Tabanovce–Gevgelija ab.
- Die Bahnstrecke Veles–Kremenica, 145 km zweigt von der Hauptstrecke Tabanovce–Gevgelija ab.
- Bahnstrecke Bakarno Gumno–Sopotniča, 30 km (eröffnet 1957), zweigt von der Strecke Veles–Kremenica ab und befindet sich außer Betrieb.[14]
- Die Bahnstrecke Gradsko–Šivec, 17 km (eröffnet 1982)[15], zweigt von der Hauptstrecke Tabanovce–Gevgelija ab.

### Grenzbahnhöfe
- mit dem Kosovo: Volkovo
- mit Serbien: Tabanovci
- mit Griechenland: Gevgelija (im Südosten) und Kremenica (im Südwesten)
- mit Bulgarien (geplant)[16]: Deve Bair

### Ehemalige Schmalspur

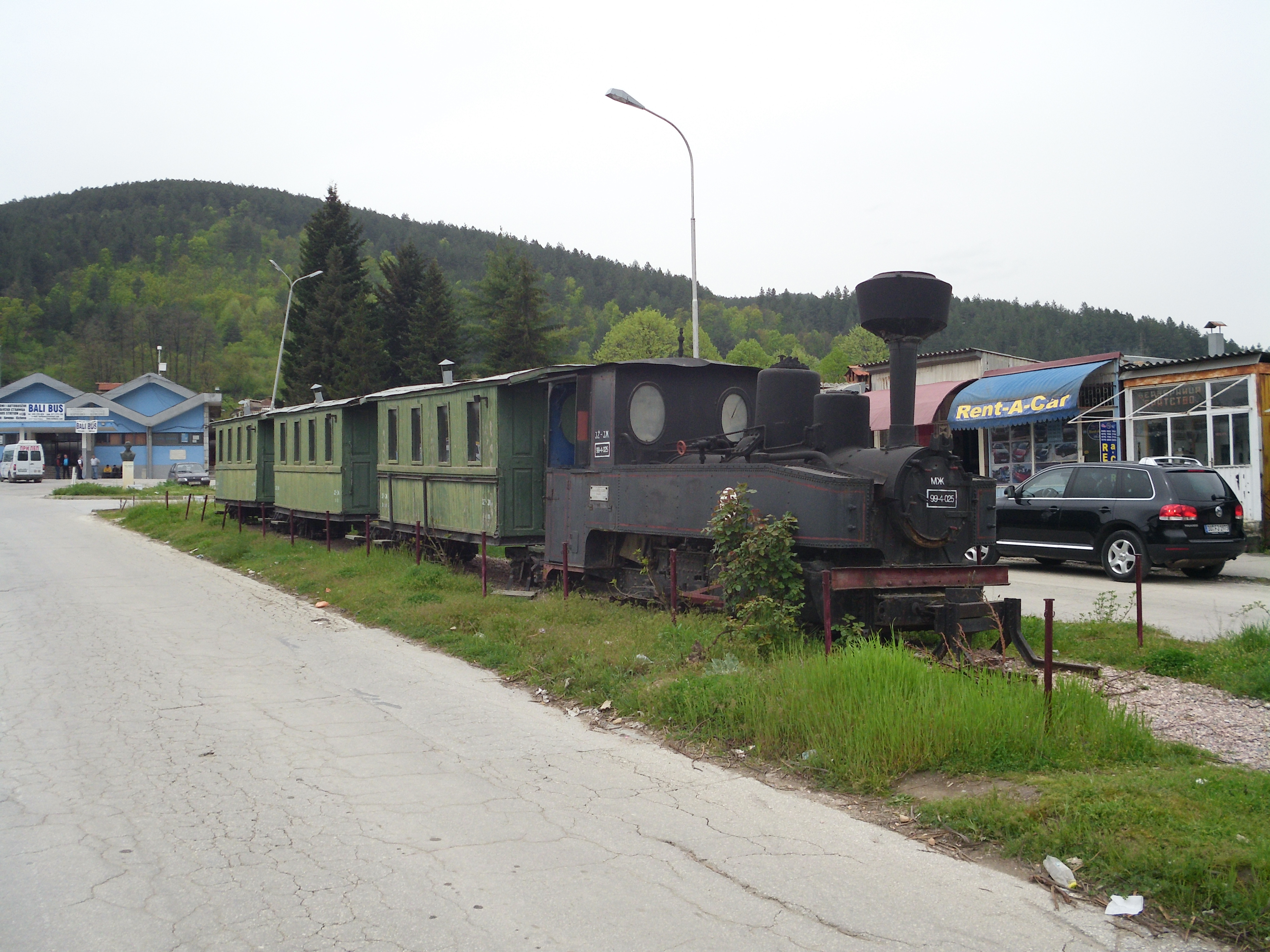
Ausgestellter Schmalspurzug vor dem Bahnhof von Kičevo

Im Bereich des heutigen Nordmazedonien gab es früher eine Reihe von Schmalspurbahnen. Sie hatten eine Spurweite von 600 mm, sind heute alle stillgelegt oder wurden abschnittsweise umgespurt und in neu gebaute Normalspurstrecken einbezogen. Es bestanden folgende Strecken:
- Bahnstrecke Skopje–Raduša
- Bahnstrecke Skopje–Ohrid (1966 stillgelegt)
- Bahnstrecke Ohrid–Tašmorunište
- Bahnstrecke Veles–Stepanci
- Bahnstrecke Gradsko–Kažani
- Bahnstrecke Gradsko–Prilep
- Bahnstrecke Bakamo Gumno–Bitola
- Bahnstrecke Murgaš–Kažani
- Bahnstrecke Stumica–Petritsch (Bulgarien)

### Ausbaupläne

#### Neubaustrecke nach Bulgarien und Albanien
Die Neubaustrecke Kumanovo–Deve Bair(–Bulgarien) in Richtung Sofia, die als Teil des Paneuropäischen Verkehrskorridors VIII den Schwarzmeerhafen Warna in Bulgarien mit der albanischen Hafenstadt Durrës verbinden soll, befindet sich im Bau. Der erste Bauabschnitt – die Sanierung der Bestandsstrecke zwischen Kumanovo und Beljakovci – wurde am 17. Januar 2025 eingeweiht. (Siehe: Abschnitt „Normalspur“)

#### Reaktivierung der Strecke nach Griechenland
Die grenzüberschreitende Eisenbahnstrecke zwischen Bitola und Florina (Griechenland) ist seit Jahren ohne Verkehr. Sie soll reaktiviert werden. (Siehe: Abschnitt „Normalspur“, Bahnstrecke Veles–Kremenica)

## Fahrzeugflotte

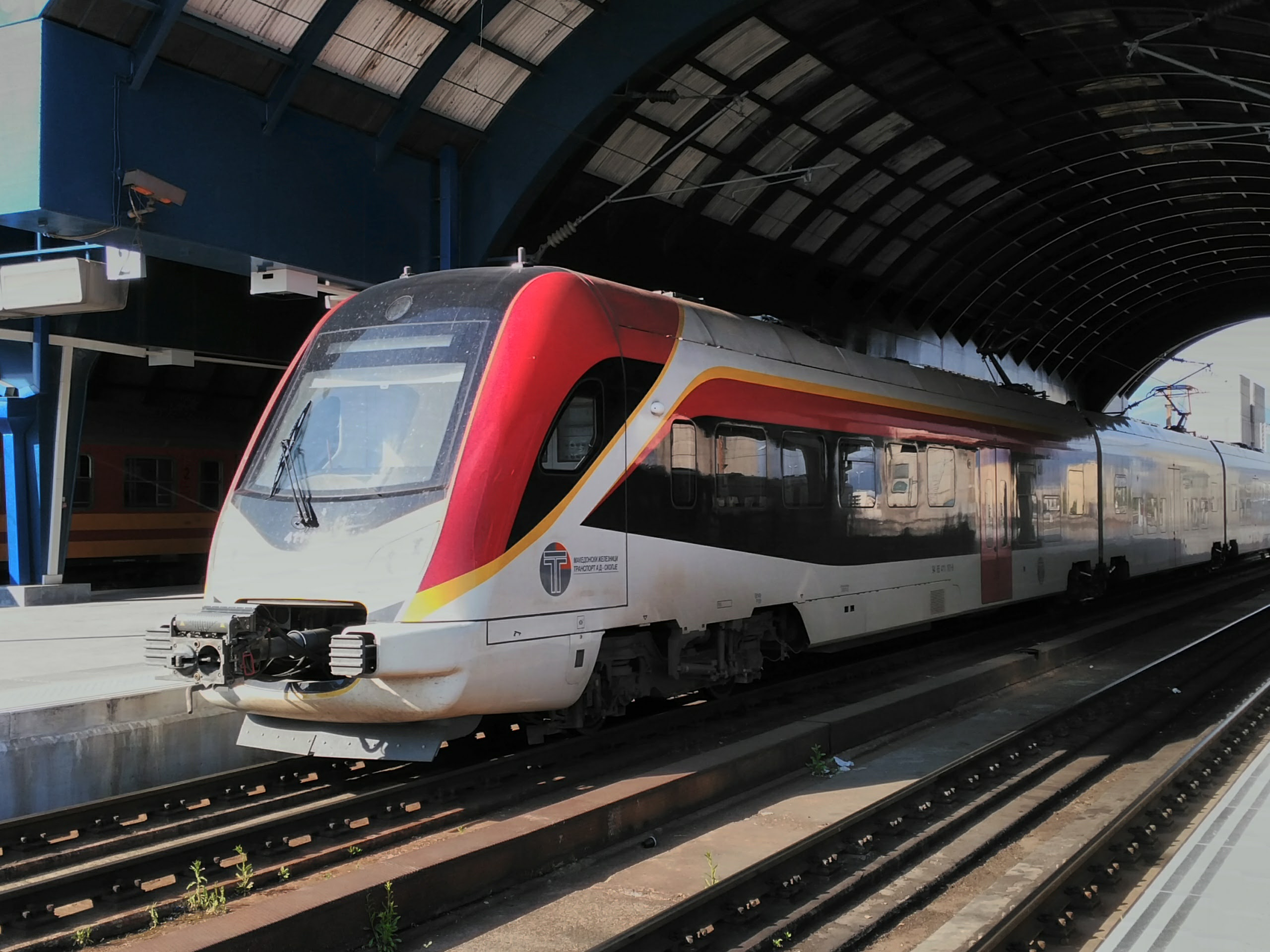
Triebwagen der Baureihe 411 im Hauptbahnhof von Skopje

2013 hat die mazedonische Eisenbahn – erstmals seit der Unabhängigkeit – mit einem Erneuerungsprogramm für die eingesetzten Fahrzeuge begonnen. Für den Personenverkehr wurden zwei elektrisch (Baureihe 411) und vier mit Diesel angetriebene Triebwagen des chinesischen CRRC-Konzerns beschafft.

## Verkehr
Im Personenverkehr hat die nordmazedonische Eisenbahn lediglich einen Anteil von 3,5 % des Transportaufkommens. Interregio- und Regio-Züge fahren vom Bahnhof Skopje aus über Kumanovo nach Tabanovci, über Veles nach Gevgelija, Bitola und Kočani sowie über Tetovo und Gostivar nach Kičevo.
Grenzüberschreitender Personenverkehr findet nicht mehr statt. Es gab bis 2021 eine tägliche Verbindung in den Kosovo, aufgrund von Bauarbeiten ist diese derzeit jedoch nicht in Betrieb. Eine Verbindung nach Serbien und Griechenland stellt der ausschließlich in den Sommermonaten verkehrende Hellas-Express von Belgrad nach Thessaloniki her. Es war der einzige Personenzug, der nach einer mehrjährigen Unterbrechung des Eisenbahnverkehrs mit Griechenland seit dem 10. Mai 2014 wieder verkehrte. Nach Bulgarien ist die Bahnreise nur über Niš oder Thessaloniki möglich.
Im Güterverkehr beträgt der Anteil am Gesamtaufkommen lediglich 3 %. Es handelt sich zu 99 % um Transitverkehr.

## Sonstiges
- Der UIC-Ländercode für Nordmazedonien lautet 65.
- Pläne einer Straßenbahn in Skopje werden nicht weiter verfolgt.[25]